# La Pedrera (Masllorenç)
La Pedrera és una muntanya de 362 metres que es troba al municipi de Masllorenç, a la comarca del Baix Penedès.
En el seu vessant oest s'hi troben diverses restes d'explotacions a cel obert fetes per tal d'extreure'n la pedra calcària que en aquesta zona aflora molt a prop de la superfície. Es tracta de mitja dotzena de fronts d'explotació verticals majoritàriament petits, dels quals en destaquen dos, un prop del cim, d'uns 90 m d'amplada, i l'altre, d'uns 120 m, més a prop de la base de la muntanya. L'altura dels fronts oscil·la entre els 4 i 7 metres. En ambdós casos, al seus respectius peus s'estén el que es coneix com a plaça, és dir, l'indret on es manipula i carrega la pedra un cop extreta de la muntanya.

## Característiques de la roca
La roca que s'extreia en aquesta pedrera correspon a una calcària de color marró clar, tot i que, en tall fresc, tenia tonalitats roses i vermellenques en algunes parts, així com força trossets de parts de bivalves recristral·litzades, com ara conquilles.

## Història
Arran de la construcció de l'actual carretera C-51, entre Alcover i Calafell, cap a la segona meitat del segle xix, concretament el 1867, es va iniciar l'explotació de la pedrera. Un cop acabada, aquesta va facilitar la continuació de l'explotació, ja que ara el material extret es podia transportar per carretera fins al Vendrell, on es transbordava al ferrocarril i podia continuar el seu viatge fins a Barcelona. Entre d'altres, en aquesta pedrera es va extreure material per a la construcció de la Sagrada Família, la Casa Milà i la 
Font de la Plaça d'Espanya de Barcelona. Cap a la meitat del segle xx, l'explotació de la pedrera va deixar de ser rendible ja que la duresa de la seva pedra i la gran mida dels blocs que se n'extreien en dificultava la mecanització, fet que va conduir al seu abandonament.